# Andries Jan Strick van Linschoten
Andries Jan Strick van Linschoten, né le 5 juin 1736 à Utrecht et mort le 6 juillet 1806 à Loenersloot, est un homme politique néerlandais.

## Biographie
Andries Jan Strick van Linschoten est issu d'une famille de régents d'Utrecht. Son père, Johan Hendrik Strick van Linschoten, est représentant de la province d'Utrecht aux États généraux des Provinces-Unies, échevin de la ville d'Utrecht et un des directeurs de la Compagnie néerlandaise des Indes orientales. Il étudie le droit à l'université d'Utrecht et obtient son diplôme le 5 mai 1757. Il commence une carrière de magistrat, devenant substitut-greffier en 1761. 
Favorable aux idées patriotes, il devient échevin d'Utrecht et représentant aux États généraux en 1786. L'année suivante, avec l'échec de la Révolution batave, il est arrêté et est condamné à une amende de 1 400 florins pour trahison.
En janvier 1795, la révolution éclate à nouveau, forçant Guillaume V d'Orange à quitter le pouvoir. Membre du comité révolutionnaire d'Utrect, Strick van Linschoten entre à nouveau à la municipalité de la ville le 25 janvier et au comité des affaires générales de l'alliance des provinces le 10 mars. Au début de l'année 1796, il est élu député du district d'Utrecht à la première Assemblée nationale de la République batave. Le 29 avril, il est nommé à la commission chargée de rédiger une constitution et est remplacé à l'Assemblée par Hendrik Jacob van Hengst jusqu'au 10 novembre. Le 1er septembre 1797, il retourne au comité des affaires générales, jusqu'à sa dissolution le 18 février 1798.
Il se retire dans son manoir de Loenersloot, qu'il a acquis en 1772.
Il est l'oncle de Jan Hendrik van Lynden van Lunenburg, conseiller d'État et membre de la première chambre des États généraux du royaume des Pays-Bas.